# محمود إسكندر شاه سلطان فيرق
كان السلطان محمود إسكندر شاه، ابن السلطان مظفر شاه (1599-1720)، هو السلطان الحادي عشر لفيرق الذي حكم من 1653 إلى 1720 وكان أطول حكام دولة فيرق دار الرضوان.  
ورث الابن الأكبر للسلطان مظفر شاه الثاني، رجا محمود، عرش سلطنة فيرق بعد وفاة والده عام 1653. حكم حتى وفاته عن عمر يناهز 120 سنة. نظرًا لأنه لم يكن لديه أبناء، فقد ورث ابن أخيه راجا رادين بن يانغ دي بيرتوان مودا منصور شاه.  
والدة جلالة الملك هي الأميرة فاطمة بوتيه بنت الملك عبد الله حفيدة عبد الغفور محي الدين شاه سلطان فهغ. 

حكم السلطان محمود إسكندر شاه فيرق لمدة 67 عامًا. توفي عام 1720 عندما كان عمره 120 عامًا ودفن في جيرونجونج. كان السلطان محمود إسكندر شاه هو السلطان الذي حكم فيرق لأطول فترة منذ تنصيبه في سن 53.
| سبقه مظفر شاه الثاني | سلطان فيرق 1653-1720 | تبعه علاء الدين مغيات شاه |

## هامش
1. ↑  Radzie Sapiee (2010). "Tiga Makam Sultan di Kampung Jawa (Three Tombs of Sultan at Kampung Jawa)". Radzie Sapiee. مؤرشف من الأصل في 2022-08-07. اطلع عليه بتاريخ 2010-11-28.
2. ↑  Raja Dr. Nazrin Shah (Tujuh peringatan Sultan Azlan Shah). "04/02/2014". مؤرشف من الأصل في 21 يوليو 2022. اطلع عليه بتاريخ 21 Februari 2014. {{استشهاد بخبر}}: تحقق من التاريخ في: |تاريخ الوصول= و|تاريخ= (مساعدة)
3. ↑  "11.Sultan Mahmud Iskandar Shah". Senarai Sultan Perak. Pejabat D.Y.M.M. Sultan Perak Darul Ridzuan. Februari 2013. مؤرشف من الأصل في 2015-05-09. اطلع عليه بتاريخ 18 Mac 2014. {{استشهاد ويب}}: تحقق من التاريخ في: |تاريخ الوصول= و|تاريخ= (مساعدة)
4. ↑  "The Siak Dynasty - Genealogy - PERAK3". The Royal Ark. September 2008. مؤرشف من الأصل في 2 يوليو 2022. اطلع عليه بتاريخ 18 Mac 2014. {{استشهاد ويب}}: تحقق من التاريخ في: |تاريخ الوصول= (مساعدة)
5. ↑  "The Siak Dynasty - Genealogy - PERAK3". The Royal Ark. September 2008. اطلع عليه بتاريخ 18 Mac 2014. {{استشهاد ويب}}: تحقق من التاريخ في: |تاريخ الوصول= (مساعدة)"The Siak Dynasty - Genealogy - PERAK3". The Royal Ark. September 2008. Dicapai pada 18 Mac 2014.
6. 1 2  Jasbindar, Freddie Aziz. "Sultan Mahmud Iskandar Shah (Sultan Perak ke 11)". www.orangperak.com (بالإنجليزية الأمريكية). Archived from the original on 2022-10-07. Retrieved 2022-10-03.
7. ↑  Jasbindar, Freddie Aziz. "Sultan Muzaffar Shah II (Sultan Perak ke 10)". www.orangperak.com (بالإنجليزية الأمريكية). Archived from the original on 2022-10-08. Retrieved 2022-09-03.
8. 1 2  Adil، Buyong. Sejarah Perak. Dewan Bahasa dan Pustaka.
9. 1 2  Shukor، Jeragan Abdul (1907). "List of Graveyards of the Late Sultans of the State of Perak, Der-Ul-Rithuan, enquired into and visited by me, Stia Bijaya Di Raja, under instructions received from the Government". Journal of the Straits Branch of the Royal Asiatic Society ع. 48: 100. ISSN:2304-7534. مؤرشف من الأصل في 2022-10-03 – عبر JSTOR.

## رابط خارجي
- مكتب صاحب السمو الملكي سلطان فيرق دار الرضوان - قائمة سلاطين فيرق نسخة محفوظة 2015-05-09 على موقع واي باك مشين. .